# Maksim Sidorov
Maksim Stanislavovich Sidorov (tiếng Nga: Максим Станиславович Сидоров; sinh ngày 18 tháng 3 năm 1998) là một cầu thủ bóng đá người Nga thi đấu cho F.K. Kuban Krasnodar.

## Sự nghiệp câu lạc bộ
Anh có màn ra mắt tại Giải bóng đá chuyên nghiệp quốc gia Nga cho FC Kuban-2 Krasnodar vào ngày 28 tháng 7 năm 2016 trong trận đấu với F.K. Spartak Vladikavkaz.
Anh có màn ra mắt cho đội một của F.K. Kuban Krasnodar vào ngày 24 tháng 8 năm 2016 trong trận đấu tại Cúp quốc gia Nga trước FC Energomash Belgorod.